# Nyamasheke (ville)
Nyamasheke  est une ville du Rwanda, capitale du district de Nyamasheke.   